# Битва при Ипсе
Битва при Ипсе — решающее сражение войн диадохов, которое состоялось в 301 году до н. э. возле города Ипса во Фригии между войсками Антигона Одноглазого и Деметрия Полиоркета с одной стороны и коалиции правителя Македонии Кассандра, Вавилонии и Верхних сатрапий Селевка и Фракии Лисимаха с другой. Хоть битва при Ипсе и является одним из крупнейших сражений периода эллинизма (в ней принимало участие более 150 тысяч человек), она имеет крайне скудное отображение в сохранившихся источниках. Её реконструкция оставляет широкое поле для дискуссий и предположений.
Битва при Ипсе проходила в два этапа. На первом конница Деметрия Полиоркета разбила фланг, где располагались силы сына Селевка Антиоха и увлеклась преследованием. В это время Селевк развернул своих боевых слонов таким образом, что Деметрий не смог вернуться к основным силам. Лишённая поддержки конницы фаланга Антигона оказалась беззащитной из-за постоянного обстрела со стороны конных лучников Селевка. В конечном итоге это привело к деморализации воинов и обрушению всего строя фаланги. На поле битвы погиб Антигон, который до конца надеялся на возвращение сил Деметрия.
Битва при Ипсе оказала существенное влияние на развитие военного искусства. Во время сражения боевые слоны впервые в истории были использованы для обороны, а не нападения. При таком применении слоны существенно ограничивали возможности конницы, что заставило пересмотреть агрессивную тактику атак времён Александра Македонского. Привычный для пехоты и конницы ближний бой не подходил для атаки на слонов, что заставило изыскивать новые способы ведения военных действий и стимулировало развитие военной мысли.

## Предыстория

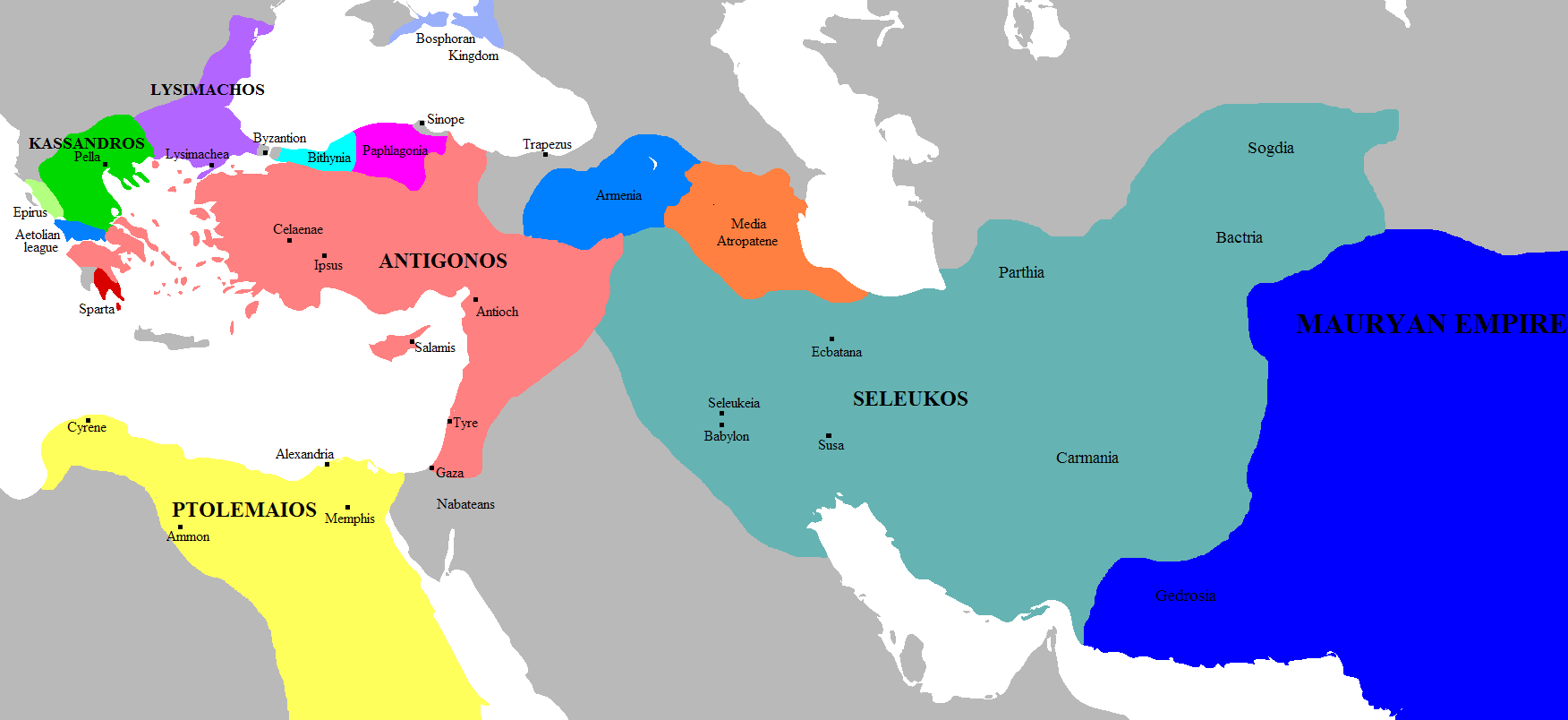
Владения диадохов перед битвой при Ипсе (ок. 303 года до н. э.).

В 323 году до н. э. внезапно умер Александр Македонский, оставив после себя огромную империю, включавшую значительную часть Балканского полуострова, острова Эгейского моря, огромные территории в Азии, в том числе часть Индии, а также Египет. Выбор новыми царями двух недееспособных людей — слабоумного Филиппа III Арридея и новорожденного сына Александра от Роксаны, — а также разделы империи между македонскими военачальниками заложили основу войн диадохов, которые практически без перерыва шли в течение нескольких десятилетий.
В 304 году до н. э. войско Антигона под командованием его сына Деметрия вторглось в Грецию. Его кампания была настолько успешной, что войска царя Македонии Кассандра покинули Пелопоннес и центральную Грецию. В какой-то момент Кассандр запросил мир, на что, согласно Диодору Сицилийскому, получил ответ: «Антигон прекратит войну, если Кассандр отдаст всё, чем владеет». На этом фоне Кассандр был вынужден обратиться за помощью к другим диадохам. Птолемей, Селевк и Лисимах объединились против Антигона «не столько по зову доброй воли в отношении друг друга, сколько вынуждаемые страхом каждого из них за самого себя, они двинулись с готовностью действовать сообща в борьбе с сильнейшим».
В 302 году до н. э. во владения Антигона вторглось войско под командованием военачальника Кассандра Препелая, которому Лисимах предоставил 6 тысяч воинов и тысячу всадников. В этой кампании Препелаю сопутствовал успех. Он захватил Адрамиттий, после чего осадил Эфес и вынудил его жителей сдать город. После этого он вынудил перейти на сторону Лисимаха жителей Теоса и Колофона, а затем разграбил окрестности Эрифр и Клазомен. Диодор Сицилийский подчёркивает, что Препелай не смог захватить эти города, так как к ним подошли подкрепления. После этого Препелай отправился в Сарды, где убедил военачальника Антигона Феникса сдать город. Лишь некий Филипп сохранил верность Антигону и продолжал удерживать цитадель Сард.
Престарелый Антигон был вынужден лично выступить против Лисимаха. Он хотел разбить его войско до подхода основных сил Селевка, но Лисимах всякий раз уклонялся от решающего сражения. Одновременно до Антигона стали доходить слухи о подходе огромной армии Селевка, так что он был вынужден отозвать войско Деметрия из Греции. По прибытии в Малую Азию Деметрий захватил Эфес, Парос и Лампсак. В составе войск Деметрия в Малую Азию прибыл юный эпирский царевич Пирр. Кассандр в это время занял Фессалию, после чего отправил на помощь Лисимаху войско под командованием брата Плистарха. Впрочем, по пути Плистарх попал в бурю, которая уничтожила большую часть его сил. Последним на борьбу с Антигоном выступил Птолемей. Он захватил южную часть Келесирии, после чего предпочёл вернуться обратно в Египет. Согласно античной традиции, он поверил слухам о поражении Лисимаха и Селевка и решил что война проиграна.

## Перед битвой
По окончании зимы 301 года до н. э. в Малой Азии находилось четыре войска. Деметрий со своими силами обосновал зимние квартиры возле Геллеспонта, Антигон — Дорилея, Лисимах — в месте, где расположен современный город Болу, Селевк — в Каппадокии. Все они весной или летом 301 года до н. э. встретились возле Ипса, месторасположение которого неизвестно. По мнению Р. Биллоуза, Ипс находился в 50 милях к югу от античного города Синнады на месте современной деревни Сипсин.
Плутарх передаёт две античные легенды о дурных предзнаменованиях перед битвой. Так, согласно одной из них, Деметрию приснился Александр Македонский в полном вооружении. На вопрос о том, какой клич он с отцом дадут войску перед сражением, Деметрий ответил: «Зевс и Победа». На это Александр ответил, что тогда уходит к их врагам, так как те принимают его. По мнению Р. В. Светлова этот фрагмент Плутарха означал, что клич союзников содержал имя Александра. Также, перед битвой Антигон, выходя из палатки, споткнулся и упал. Поднявшись, он попросил у богов либо победы, либо внезапной и безболезненной смерти до поражения.

## Силы и диспозиция сторон
Согласно Плутарху, у Антигона было 70 тысяч воинов, 10 тысяч всадников и 75 слонов, в то время как в войске союзников — 64 тысячи воинов, 15 тысяч всадников, 120 боевых колесниц и 400 слонов, из которых на долю Селевка приходилось 20 тысяч воинов, большая часть конницы и все слоны. В центре обоих войск разместили фалангу, которую прикрыли с фланга конницей. Элитные отряды конницы Антигона возглавил Деметрий, которому с противоположной стороны противостоял сын Селевка Антиох. Союзники выставили около сотни слонов впереди, оставив основную их часть в резерве.
В составе союзной армии диадохов находился крупный корпус боевых слонов Селевка. Эти животные достались Селевку от индийского царя Чандрагупты по результатам мирного договора 303 или 302 года до н. э., по которому к индийскому правителю отходили македонские владения на восточном берегу Инда. Античные и современные историки приводят различные оценки численности боевых слонов, как тех, которые получил Селевк от Чандрагупты, так и тех, которые находились при Ипсе. Страбон писал: «Селевк Никатор отдал их [земли к востоку от Инда] Сандрокотту [греческое именование Чандрагупты]; он заключил с последним соглашение о взаимных браках и получил в обмен 500 слонов». То же число приводит и Плутарх. Согласно Диодору, Селевк привёл в Каппадокию 480 боевых слонов. Плутарх писал об участии в битве при Ипсе четырёхсот боевых животных со стороны войска союзников. Возможно, первоисточником данных сведений был утраченный труд участника битвы Иеронима Кардийского.
В 1940 году историк-эллинист У. Тарн поставил под сомнение данные из античных источников. По его мнению, число в 500 слонов является чрезмерно завышенным. У. Тарн отмечал, что у индусов «500» было не конкретным числом, а фигурой речи, синонимом слова «много». Историк считал, что первоисточником такого числа был труд посла Селевка к Чандрагупте Мегасфена, который знал о договоре, но не был в курсе всех местных иносказаний. К тому же его труд грешит передачей услышанной от местных жителей информации без какой-либо её критической оценки, как то о золотоносных муравьях, людях с громадными ушами и т. п. Сам У. Тарн определил количество переданных Селевку слонов в 130—150 животных.
Гипотеза У. Тарна вызвала дискуссию среди историков. Б. Бар-Кохба и Л. Шобер считали её в корне неверной. Также, они объясняли расхождение в численности слонов у античных авторов. Если Селевк получил от Чандрагупты 500 слонов, то 20 могли погибнуть при марше в Каппадокию, а ещё 80 не пережить суровой зимы. Также, Б. Бар-Кохба при анализе битвы подчёркивал, что Селевк не смог бы выполнить соответствующие манёвры, с учётом местности, с менее чем тремястами слонами. По мнению данных историков, в битве участвовало около 400 животных. Х. Скаллард отмечал, что вопрос о численности слонов у Селевка не имеет решения, поэтому имеющиеся данные необходимо принимать с оговорками. Вне зависимости от точного числа слонов у Селевка, не вызывает сомнения, что их было значительно больше чем у Антигона, который на момент битвы при Ипсе содержал в своём войске 75 животных.

## Ход сражения

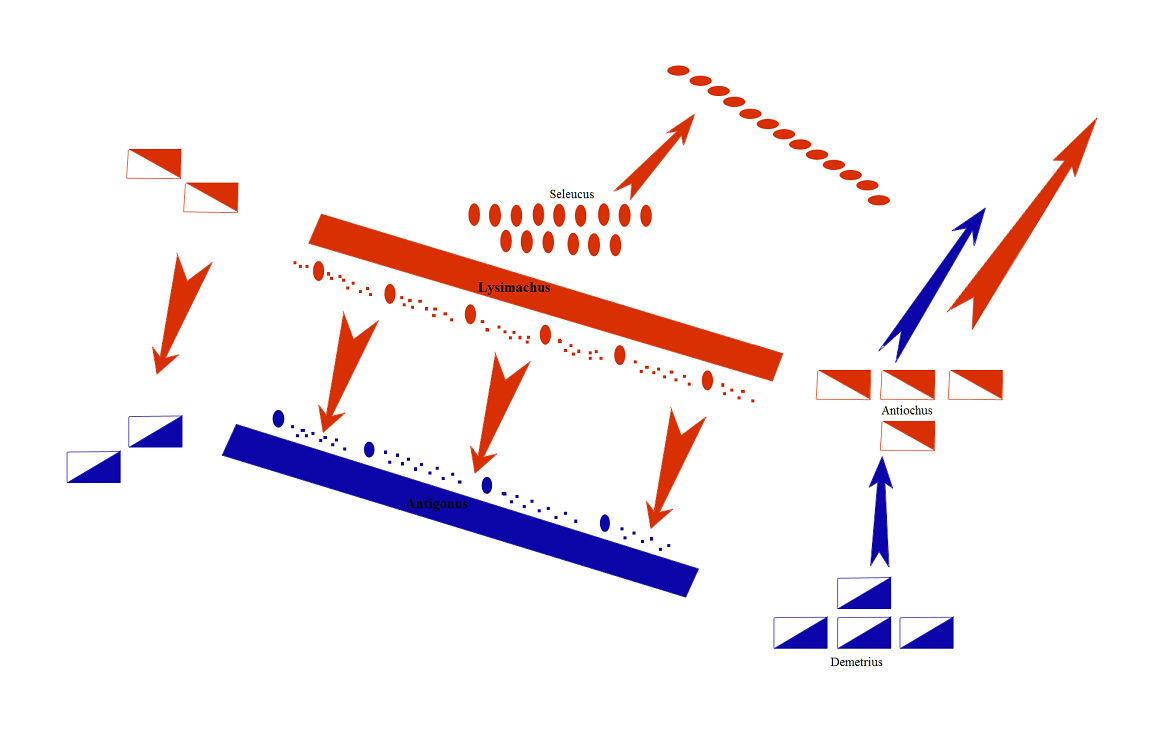
Схематическое изображение этапов битвы при Ипсе

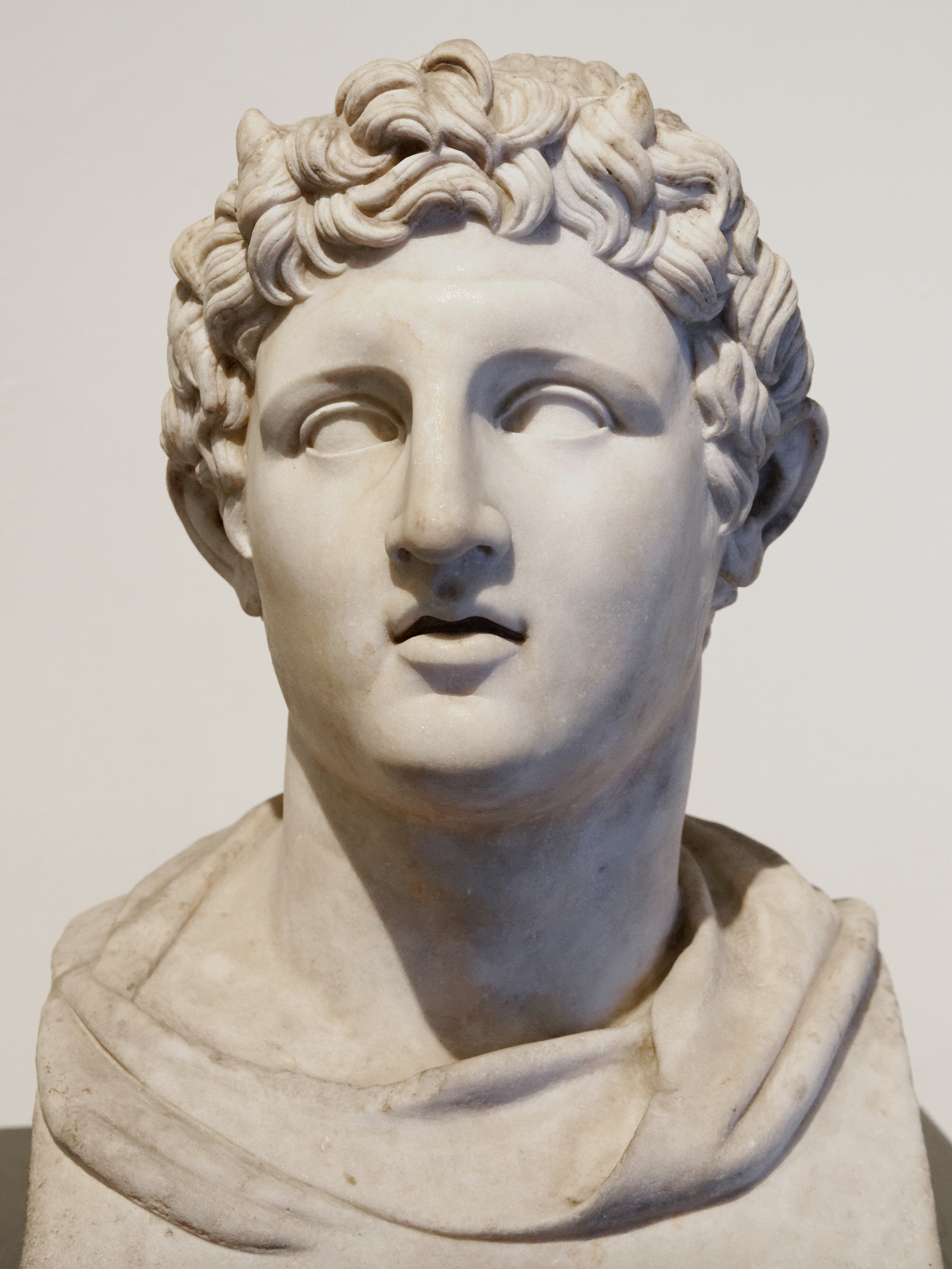
Первый этап битвы при Ипсе состоял в атаке Деметрия Полиоркета на фланг Антиоха
Бюст Деметрия Полиоркета в Национальном археологическом музее Неаполя, Италия

Битва при Ипсе проходила в два этапа. Вначале Деметрий атаковал фланг Антиоха. По словам Плутарха, «он [Деметрий] сражался великолепно и обратил неприятеля в бегство, однако слишком увлёкся преследованием». В это время Селевк развернул своих слонов таким образом, чтобы не дать возможности коннице Деметрия вернуться обратно к основным силам Антигона. На втором этапе конница Селевка начала обстреливать фалангу Антигона, не спеша вступать в сражение. Тем временем, на другом крыле шёл ожесточённый бой между слонами Лисимаха и Антигона. Постоянный обстрел деморализовал фалангу Антигона. После того, как наёмники стали разбегаться и переходить на сторону Селевка, началось наступление фаланги союзников. Антигон до конца надеялся, что Деметрий вернётся и переломит ход сражения, однако тот так и не смог прорваться через заслон из слонов Селевка.
В фаланге Антигона началось повальное бегство. Согласно Плутарху, Антигон до самой смерти оставался на поле боя, ожидая помощи от сына. На слова приближённых: «Царь, они метят в тебя!» — Антигон возразил: «Какая же ещё может быть у них цель? Но Деметрий подоспеет на выручку». После того как Антигон был пронзён сразу несколькими копьями, его приближённые разбежались и лишь один Форак из Лариссы остался охранять его тело. Впоследствии Антигона похоронили с царскими почестями.
При реконструкции сражения остаётся открытым вопрос о том, был ли его ход заранее спланирован Селевком, либо военачальник принимал решения исходя из обстоятельств. По мнению Б. Бар-Кохбы, задача по перекрытию слонами местности слишком сложна, чтобы её можно было бы выполнить без предварительного планирования. В таком случае бегство Антиоха было частью плана. В то же время, исходя из информации античных источников, нет никакого основания предполагать притворное отступление Антиоха. Деметрий после поражения сил отца смог беспрепятственно со всем своим войском бежать в Эфес.

## Последствия битвы

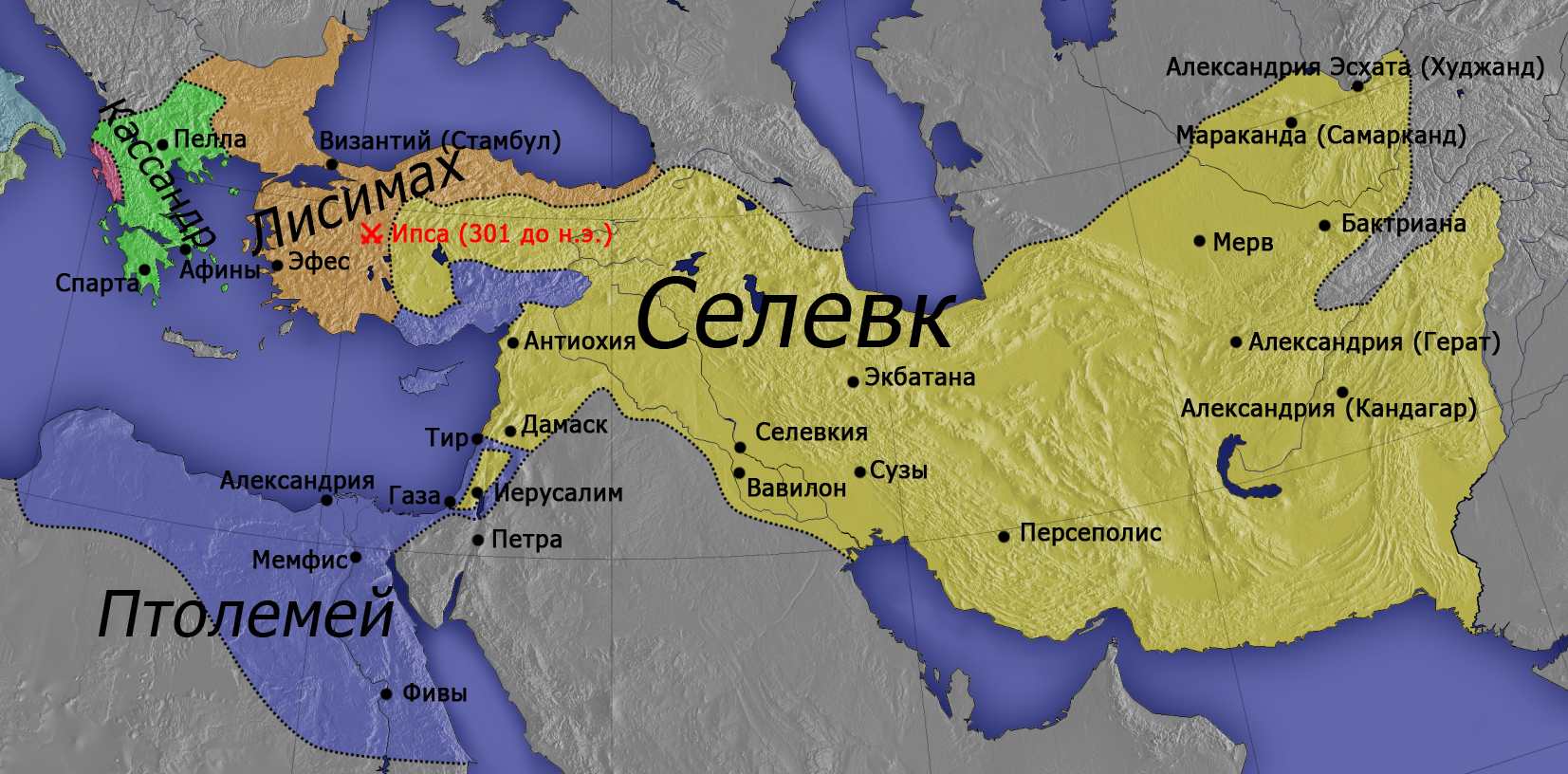
Владения диадохов после битвы при Ипсе (ок. 301 года до н. э.)

Гибель Антигона ознаменовала конец его некогда могучей державы. Его владения были неравномерно разделены между победителями. Большая их часть отошла Селевку и Лисимаху, причём первый получил Сирию и Северную Месопотамию, второй — значительную часть Малой Азии. Птолемей, который не участвовал в битве, был обделён при разделе державы Антигона, что создало почву для новых разделов и столкновений. После битвы при Ипсе Селевк получил прозвище «элефантарха», а при его преемниках слон стал государственным символом. Брат Кассандра Плистарх получил в управление Киликию, а также, возможно, часть Карии, прибрежные районы Ликии, Памфилии и Катаонии. Существует несколько версий о том, почему Плистарх стал правителем этих земель. По одной версии, Кассандр на правах победителя стремился создать в Азии некие подобия «буферных государств», не принимая над ними формального управления. По другой — Лисимах и Селевк специально создали некую «буферную» территорию между своими землями. По образному выражению Плутарха: «После битвы цари-победители расчленили всю державу Антигона и Деметрия, словно некое огромное тело, и, поделивши части между собою, присоединяли новые провинции к прежним своим владениям». Часть гарнизонов в Финикии и на Кипре, большая часть флота, а также некоторые вассальные Антигону автономные города с греческим населением в Малой Азии и собственно Греции сохранили верность наследнику Антигона Деметрию. В Афинах, напротив, Народное собрание вынесло направленное против Деметрия постановление, что город закрыт для посещения царями. При содействии друга Лисимаха Филиппида были освобождены 300 пленных афинян. Возможно, речь шла о наёмниках, которым предложили поступить на службу к победителям. Этот шаг Лисимаха по совету Филиппида имел также психологический эффект. Хвалебные речи со стороны вернувшихся домой афинян повысили авторитет фракийского царя и его друга Филиппида в Афинах.
Битва при Ипсе стала крупнейшим успехом слонов в эллинистической войне; что характерно, успех пришел, когда их использовали в обороне. Это стало главным тактическим уроком битвы.
Битва при Ипсе оказала существенное влияние на развитие военного искусства. Осада Мегалополя 318/317 годов до н. э. и битва при Газе 312 года до н. э. показали неэффективность, при наличии соответствующих «минных полей», элефантерии в наступлении. Селевк впервые использовал этот род войск для обороны. При таком применении слоны существенно ограничивали возможности конницы, что заставило пересмотреть агрессивную тактику атак времён Александра Македонского. Привычный для пехоты и конницы ближний бой не подходил для атаки на слонов, что заставило изыскивать новые способы ведения военных действий и стимулировало развитие военной мысли.
Историки отмечают, что битва при Ипсе оказала большое влияние на юного эпирского царевича Пирра. Одним из уроков, которые будущий военачальник вынес из сражения, стала недопустимость нарушения взаимодействия между различными подразделениями своего войска.
Битва при Ипсе нашла отображение в античной нумизматике. После победы Селевк стал чеканить монеты с изображением Александра и легендой ΒΑΣΙΛΕΩΣ ΣΕΛΕΥΚΟΥ на аверсе и победными сюжетами (богиня победы Ника с венком над трофеем и др.). Отличительной особенностью чеканки стало помещение подобных изображений не только на малые номиналы, но и на статеры с тетрадрахмами, которые в эллинистический период были торговыми монетами. В античности монета, в условиях отсутствия средств массовой информации, выполняла не только функцию обмена, но и была средством пропаганды и возвеличивания правителя. Помещение победных сюжетов на торговые монеты свидетельствует о возросших амбициях Селевка. Чеканка правителем Пергама Филетером монет с изображением слона, как символа победы при Ипсе, была одним из проявлений его формальной зависимости от Селевка.

## Оценки

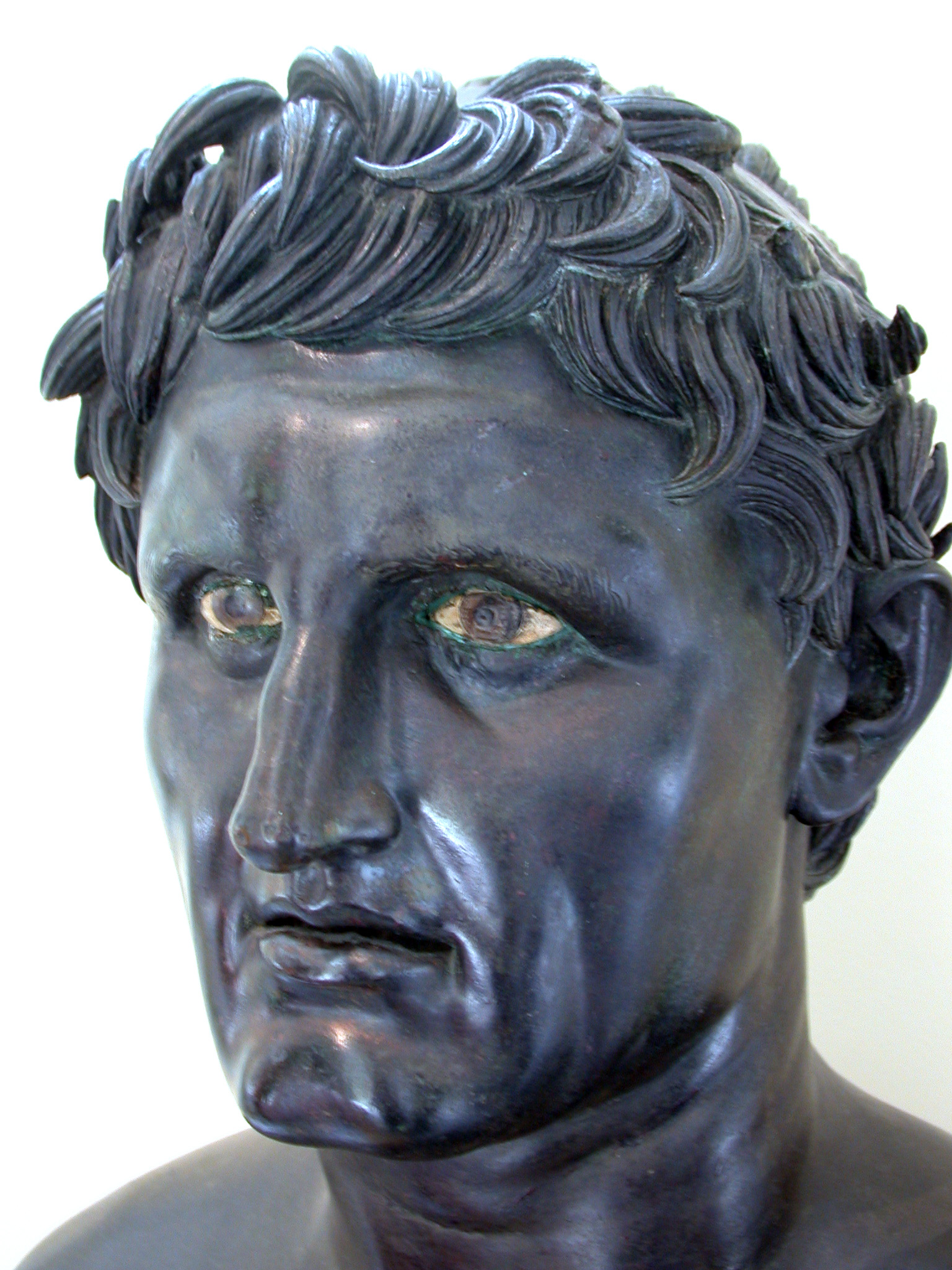
Главным выгодополучателем битвы при Ипсе стал Селевк
Бронзовая копия изображения Селевка с греческого оригинала в Национальном археологическом музее Неаполя

Р. Биллоуз отмечал, что основное сражение между Антигоном и коалицией диадохов должно было стать переломным моментом в истории Македонской империи. Если бы Антигон победил, то он мог бы восстановить власть над Верхними сатрапиями, которые у него по результатам Вавилонской войны отвоевал Селевк. Также при Ипсе находилась большая часть войск Кассандра. Её гибель была бы фатальной для правителя Македонии. С другой стороны, поражение уничтожало все достижения Антигона за последние двадцать лет. По мнению историка, Антигон был уже слишком стар и поэтому решил принять сражение, которое бы определило результат всей его жизни.
Д. Грейнджер считал, что проблемой плана Антигона была его очевидность. С тактической точки зрения он повторял сложившуюся ещё со времён Пелопоннесской войны практику атаки ударным кулаком одного из флангов. Его разгром приводил к обрушению строя противника и бегству. Понимание действий Антигона дало возможность Селевку и Лисимаху подготовить соответствующие контрмеры, которые и привели их к победе.
Исходя из явно неполного описания битвы у Плутарха, поражение Антигона стало следствием тактической ошибки Деметрия, который в пылу сражения увлёкся преследованием разбитых частей Антиоха, а также преимуществом союзного войска в слонах. Х. Дельбрюк подчёркивал, что битва при Ипсе стала первым сражением, которое было решено слонами. Предшествующие сражения у Гидаспа, Паретакены, Габиены и Газы проигрывала та сторона, которая имела преимущество в количестве боевых слонов. Историки называют битву при Ипсе ключевым событием в истории эллинизма. Поражение и гибель Антигона поставили крест на стремлениях диадохов восстановить империю Александра Македонского.